# Maria Gerboth
Maria Gerboth (* 19. Juni 2002) ist eine deutsche Nordische Kombiniererin.

## Werdegang
Die Jahre in der Jugend und im Continental Cup
Gerboth, die für WSV Schmiedefeld startet, gab ihr internationales Debüt am 7. August 2016 in Klingenthal im Skisprung-Alpencup sowie einen Tag später im Alpencup der Nordischen Kombination. Während sie im Skispringen den 36. Platz belegte, erreichte sie in der Kombination den zehnten Platz. In den folgenden Jahren trat sie weiterhin disziplinübergreifend bei Wettkämpfen des Alpencups sowie bei weiteren Juniorinnenwettbewerben an. Am 5. Januar 2019 ging Gerboth im estnischen Otepää erstmals im Continental Cup der Nordischen Kombination an den Start, der die höchste Wettkampfserie der Frauen darstellt. Bei beiden Gundersen-Wettkämpfen belegte sie den fünften Platz. Bei der ersten offiziellen Austragung eines Juniorinnenwettbewerbs bei den Nordischen Junioren-Skiweltmeisterschaften 2019 in Lahti verpasste Gerboth als Vierte nur knapp die Medaillenränge. Drei Wochen später erreichte sie in Rena erstmals das Podest im Continental Cup und musste sich dabei als Zweite nur Tara Geraghty-Moats geschlagen geben. Schließlich wurde sie Fünfte in der Gesamtwertung 2018/19. Auch auf nationaler Ebene verlief der Winter mit dem Gewinn der Jugendmeisterschaft in Oberhof sowie des Deutschlandpokals für Gerboth erfolgreich.
Ende August 2019 debütierte Gerboth im Grand Prix. Dabei trat sie zunächst im erstmals ausgetragenen Mixed-Team-Wettkampf gemeinsam mit Eric Frenzel, Jenny Nowak und Vinzenz Geiger in Oberwiesenthal an, verpasste als Sechste jedoch das Podest. Ihr bestes Einzelresultat erzielte sie als Achte beim letzten Wettbewerb in Oberhof. In der Gesamtwertung belegte sie den 16. Platz. Im Continental Cup 2019/20 gelang es Gerboth besonders aufgrund mangelnder Laufleistungen nicht, die Top-10-Ergebnisse des Vorjahres zu bestätigen, erreichte allerdings konstant die mittleren Ränge. Etwas überraschend kam daher der vierte Platz im Gundersen Einzel bei den Nordischen Junioren-Skiweltmeisterschaften 2020 in Oberwiesenthal, womit sie wie im Vorjahr nur knapp die Medaillenränge verfehlte. Als Grundlage der Platzierung diente erneut ein guter Sprungdurchgang, sodass sie bereits als Vierte auf die Loipe gegangen war. Gemeinsam mit Christian Frank, Jenny Nowak und David Mach gewann sie zwei Tage später die Silbermedaille beim erstmals ausgetragenen Mixed-Team-Wettbewerb.
Erste Weltcup- und WM-Saison
Am 18. Dezember 2020 nahm Gerboth am historisch ersten Weltcup-Wettbewerb in der Ramsau am Dachstein teil und belegte dabei den 20. Platz. Aufgrund von Absagen der weiteren Weltcup-Wettbewerbe blieb es bei diesem Wettkampf, womit Gerboth auch den zwanzigsten Rang in der Weltcupgesamtwertung einnahm. Im weiteren Saisonverlauf nahm sie daher an unterklassigen Wettkampfserien teil. Am Continental-Cup-Wochenende in Eisenerz belegte sie die Ränge 22, 24 und 23, wobei besonders ihre Sprungform vordere Platzierungen verhinderten. Bei den Nordischen Junioren-Skiweltmeisterschaften 2021 in Lahti zeigte sie sich formverbessert und erreichte den elften Rang im Einzel. Darüber hinaus wurde sie gemeinsam mit Christian Frank, Jenny Nowak und Tristan Sommerfeldt Vierte im Mixed-Team. Bei den Nordischen Skiweltmeisterschaften 2021 in Oberstdorf zählte Gerboth zum deutschen Aufgebot, setzte sich schließlich im Training gegen Sophia Maurus durch und sicherte sich einen der vier Startplätze. Gerboth ging nach dem Sprunglauf mit 2 Minuten und 36 Sekunden Rückstand auf die Führende auf die Loipe. In ihrer nach eigenem Bekunden stärkeren Disziplin holte sie einen Rang auf und belegte letztlich als viertbeste Deutsche den 19. Platz.
In der Weltcup-Saison 2024/25 gehörte Gerboth zu den besten Springerinnen. Mehrmals gewann sie den Sprunglauf und ging als Erste auf die Loipe, wo sie jedoch meist einige Ränge verlor. Bei den Nordischen Skiweltmeisterschaften 2025 in Trondheim belegte Gerboth Rang 21 im Massenstart und lief im Gundersen Einzel auf den 13. Platz.

## Privates
Gerboth besuchte die Sportschule Oberhof.

## Statistik

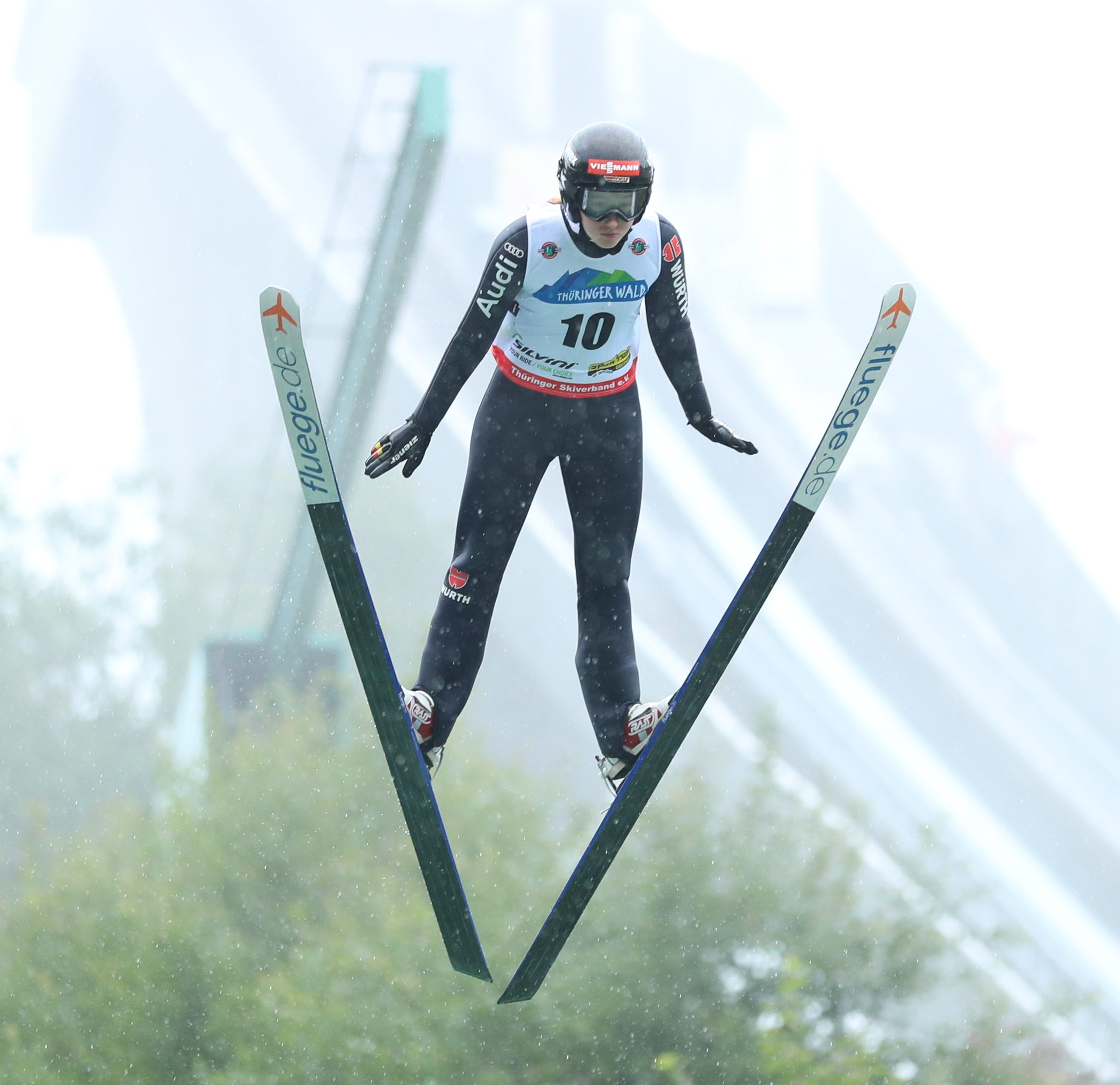
Gerboth beim Sommer Grand Prix 2021 in Oberhof

### Platzierungen bei Weltmeisterschaften
| Jahr und Ort    | Wettbewerb | Wettbewerb  | Wettbewerb |
| Jahr und Ort    | Gundersen  | Massenstart | Mixed-Team |
| --------------- | ---------- | ----------- | ---------- |
| 2021 Oberstdorf | 19.        | —           | —          |
| 2023 Planica    | 09.        | —           | —          |
| 2025 Trondheim  | 13.        | 21.         | —          |

### Weltcup-Platzierungen
| Saison  | Platz | Punkte |
| ------- | ----- | ------ |
| 2020/21 | 20.   | 011    |
| 2021/22 | 15.   | 151    |
| 2022/23 | 16.   | 159    |
| 2023/24 | 10.   | 587    |

### Grand-Prix-Platzierungen
| Saison | Platz | Punkte |
| ------ | ----- | ------ |
| 2019   | 16.   | 066    |
| 2021   | 18.   | 050    |
| 2022   | 08.   | 129    |
| 2023   | 09.   | 173    |
| 2024   | 08.   | 157    |

### Continental-Cup-Platzierungen
| Saison  | Platz | Punkte |
| ------- | ----- | ------ |
| 2018/19 | 05.   | 345    |
| 2019/20 | 16.   | 123    |
| 2020/21 | 07.   | 180    |
| 2021/22 | 04.   | 146    |

### Platzierungen bei Deutschen Meisterschaften
| 2020 Oberstdorf   | 06. | —   |
| 2021 Oberhof      | 04. | —   |
| 2022 Hinterzarten | 06. | 01. |
| 2023 Klingenthal  | 03. | 05. |
| 2024 Oberhof      | 06. | 03. |